# ليوناردو دي سوزا
ليوناردو دي سوزا هو سائق سيارة سباق ومهندس برازيلي، ولد في 9 يناير 1986.